# Kim's Convenience
Kim Convenience (Format:Ko-hhrm) este un sitcom canadian de televiziune, care a avut premiera pe CBC Television în octombrie 2016. Serialul urmărește viața familiei coreeano-canadiene Kim, care dețin un magazin din cartierul Moss Park din Toronto: părinții „Appa” (Paul Sun-Hyung Lee) și „Umma” (Jean Yoon) – coreeană pentru „tată” și „mamă” – împreună cu fiica lor, Janet (Andrea Bang) și fiul înstrăinat Jung (Simu Liu). Alte personaje sunt prietenul și colegul de serviciu al lui Jung, Kimchee (Andrew Phung), și managerul lui, Shannon (Nicole Power). Serialul se bazează pe piesa cu același nume a lui Ins Choi din 2011.
Primul sezon a fost filmat din iunie până în august 2016, la Showline Studios din Toronto. Acesta este produs de Thunderbird Filme în colaborare cu Toronto Soulpepper Theatre Company, iar Lee și Yoon și-au reluat rolurile din piesă. Scenariul a fost creat de Choi și Kevin White, care au scris anterior pentru Corner Gas.
Cel de-al doilea sezon a avut premiera pe 26 septembrie 2017. În iulie 2018, seria a devenit disponibilă pentru publicul din afara Canadei atunci când a debutat pe plan internațional pe Netflix. Cu toate acestea nu a fost (sau nu mai este) disponibil în toate țările (de exemplu, Țările de Jos) în ianuarie 2020, ceea ce face ca cel de-al patrulea sezon să fie indisponibil pentru public la nivel mondial. Cel de-al treilea sezon a avut premiera pe 8 ianuarie 2019, iar cel de-al patrulea sezon a avut premiera pe 7 ianuarie 2020.

## Actori și personaje

### Personaje principale
- Paul Sun-Hyung Lee ca Domnul Sang-il Kim („Appa”). Patriarhul familiei, Kim Sang-il a fost profesor în patria lui înainte de a emigra în Canada cu soția sa, unde dețin în prezent „Kim's Convenience”, un magazin alimentar din Toronto, în cartierul Moss Park. Dl. Kim este tradițional, mândru și încăpățânat, practic, dogmatic și direct. El are de 56 de ani la începutul serialului și este înstrăinat de fiul lui, Jung, o relație fragilă pe care, treptat, încearcă să o repare începând din sezonul 2[3].
- Jean Yoon ca Doamna Kim („Umma”). Matriarha familiei, Kim Yong-mi, de 54 de ani la începutul serialului, a fost, de asemenea, profesoară în Coreea. Ea este harnică și blândă, dar se implică prea mult în viața de familie. Viața ei se învârte în jurul magazinului, familiei și bisericii, unde este voluntar[4].
- Andrea Bang ca Janet Kim, de 20 de ani de la începutul serialului, fiica șoților Kim și sora lui Jung. Ea este membra familiei în contact frecvent cu Jung. Studiază fotografia la Universitatea OCAD, fiind artistă talentată. Este frustrată de tradiționalismul părinților ei, de lipsa lor de sprijin pentru arta sa și de faptul că părinții sunt prea implicați în viața ei din cauza înstrăinării lui Jung[5].
- Simu Liu ca Jung Kim, de 24 de ani la începutul serialuluii. Fiul cel mare al soților Kim și fratele lui Janet. Jung lucrează la Handy Car Rental, unde este promovat ca manager asistent la începutul serialului, dar se întoarce la fostul său loc de muncă după o încercare abandonată de a se muta la o altă societate. El a fost un adolescent rebel, implicat în infracțiuni stradale minore, petrecând o perioadă scurtă de timp în detenție juvenilă, dar între timp a revenit pe drumul corect. El a fost dat afară din casa familiei de către Domnul Kim după ce a furat de la el și rămâne înstrăinat de tatăl său, deși este încă în contact cu restul familiei, și, treptat, reface relația cu tatăl său de-a lungul serialului[6].
- Andrew Phung ca Kimchee Han, de 25 de ani la începutul serialului. Este cel mai bun prieten, coleg de serviciu și apartament al lui Jung. El este promovat ca manager asistent după ce Jung își dă demisia de la Handy Car Rental la finalul sezonului 2, iar acum îi este superioru[7].
- Nicole Power ca Shannon Ross, 26 de ani. Manager la Handy Car Rental și șefa lui Jung și Kimchee, ea este îndrăgostită de Jung în sezonul 1 și este de multe ori ciudată în încercările ei de a apărea cool și la modă[8].

### Alte personaje
- John Ng ca Domnul Chin
- Ben Beauchemin ca Gerald Tremblay
- Michael Musi ca Terence Pepler
- Getenesh Berhe ca Semira
- Derek McGrath ca Frank
- Soo-Ram Kim ca Nayoung
- Michael Xavier ca Alex Jackson
- Sabrina Grdevich ca Doamna Murray
- Hiro Kanagawa ca Pastor Choi
- Amanda Brugel ca Pastor Nina Gomez
- Christina Song ca Doamna Lee
- Uni Park ca Doamna Park
- Sugith Varughese ca Domnul Sinjay Mehta
- Rodrigo Fernandez-Stoll ca Enrique
- Tina Jung ca Jeanie Parc
- Kris Hagen drept client regulat
- Marco Grazzini ca Alejandro
- Ellora Patnaik ca Doamna Mehta
- Ishan Dave ca Raj Mehta
- Gabriella Sundar Singh ca Chelsea Chettiar
- Akosua Amo-Adem ca Stacie
- Ziad Ek ca Omar
- Lara Arabian ca Doamna Ada
- Kayla Lorette ca Dree Davis
- Soma Chhaya ca Divya

## Producție

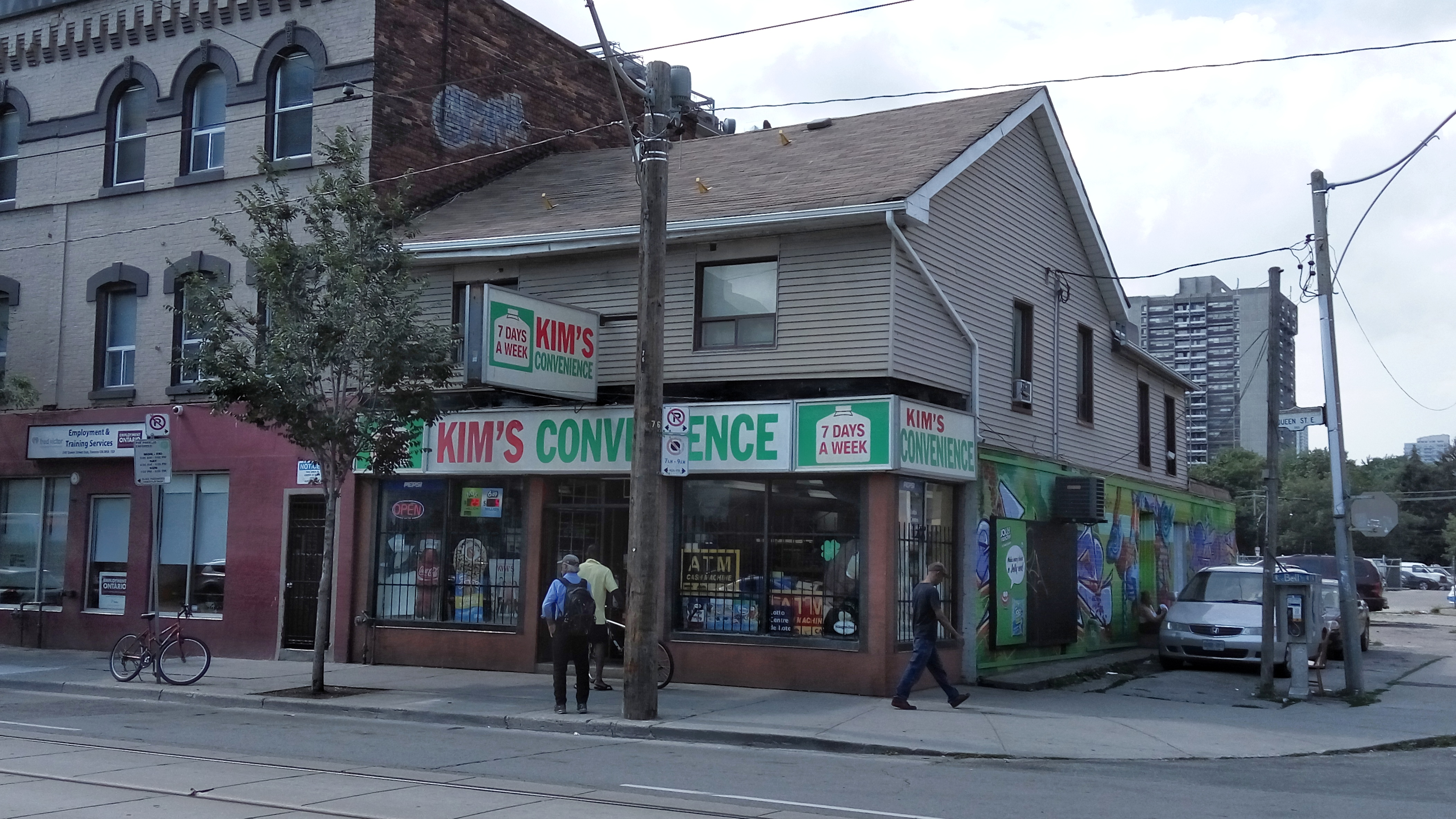
Un magazin din Toronto, Mimi's Convenience, situat la 252 Queen Street East, a fost reproiectat pentru a servi filmărilor de exterior.

### Locuri de filmare
Scenele din interiorul magazinului, la Handy Car Rental și de acasă sunt filmate la Showline Studios la 901 Lake Shore Boulevard East, unde a fost creată o replică exactă a magazinului Mimi Variety. Studioul este, de asemenea, utilizat ca exteriorul serviciului de închiriere de mașini. Un episod a fost filmat în Koreatown la străzile Bloor și Christie. Vechiul magazin „Mimi Variety" de la 252 Queen Street East este folosit pentru filmare exterioară și ca model pentru setul de interior construit în studio. Deși semnul a fost modificat, „Kim's Convenience” folosește aceleași litere roșii și verzi, iar celelalte proțiuni, precum „7 DAYS A WEEK”, sunt semnele originale ale Mimi Variety. Producătorii au creat, de asemenea, o pictură murală pe un perete exterior, văzut în generic și folosit pentru scene de tranziție și imagini de promovare. Proprietarii magazinului au păstrat noile semne, deși afacerea nu și-a schimbat oficial numele.